# Крушово и борбите му за свобода
„Крушово и борбите му за свобода“ (изписване до 1945 година: „Крушово и борбитѣ му за свобода“) е книга на Никола Киров - Майски, излязла на български език в 1935 година в София. Книгата е основен източник за Илинденско-Преображенското въстание в Крушево и Крушевската република.
В 1933 година, по повод 30-годишнината от Илинденско-Преображенското въстание, Илинденската организация поръчва на Никола Киров написването на очерк на революционните борби в Крушевския революционен район за планирания сборник „Илинден“. Киров, активен деец на Вътрешата македоно-одринска революционна организация, участник в революционните борби в Крушево, прави очерка. Планираният сборник не успява да се осъществи и затова текстът на Киров излиза в списанието на Илинденската организация „Илюстрация Илинден“ в края на 1934 - началото на 1935 година. В 1935 година текстът излиза в отделна книга.